# Конфлан сир Аниј
Конфлан сир Аниј (фр. Conflans-sur-Anille) је насељено место у Француској у региону Лоара, у департману Сарт.
По подацима из 2011. године у општини је живело 563 становника, а густина насељености је износила 18,16 становника/km².

## Демографија
| 1962. | 1968. | 1975. | 1982. | 1990. | 2011. |
| ----- | ----- | ----- | ----- | ----- | ----- |
| 578   | 513   | 514   | 613   | 621   | 563   |